# David Doyle (deemster)
Pour les articles homonymes, voir Doyle.
Son honneur David Doyle, C.R., est premier deemster de l'île de Man depuis novembre 2010. Il a été second deemster de 2003 à 2010.

## Premier deemster
À la suite de la mort de Michael Kerruish, premier deemster de l'île de Man, David Doyle est nommé premier deemster et clerk of the Rolls par la reine Élisabeth II le 16 novembre 2010.